# نقله بر
نقله بر نام دهستانی جنگلی و سرسبز است در ۴۵ کیلومتری جاده رشت به قزوین و مشرف بر سپیدرود. این دهستان جزء شهر تازه تأسیس رستم‌آباد رودبار است. نقله بر شامل روستاهای کوچکتری چون: کوله کش، پیرسرا، مازیان وحبیب آباد می‌باشد.
جمعیت دهستان پس از زلزله سال ۱۳۶۹ رو به کاهش گذاشت. اما در سالیان اخیر با توجه به زیبایی طبیعی و ییلاقات سر سبز این دهستان مجدداً جمعیت با رشد روبرو شده‌است. جمعیت همه دهستان حدود ۲۵۰ نفر می‌باشد که در فصول گرم سال این جمعیت بیشتر هم می‌شود.
جنگل نقله‌بر نیز از جمله مکان‌هایی است که به تازگی مورد توجه طبیعت‌گردان قرار گرفته‌است.
لازم است ذکر شود که بخشی از درخت‌های این جنگل در آتش‌سوزی آذرماه سال ۱۳۸۹ در آتش سوخت. اما این ییلاق همچنان، از زیبایی‌های منحصر به فرد این دهستان محسوب می‌شود.
زمان مناسب برای برای دیدن این جنگل از انتهای اردیبهشت ماه تا ابتدای دی‌ماه است. اما این موضوع بدین معنا نیست که زیبایی این جنگل در بقیه سال کاهش می‌یابد بلکه به علت شرایط جوی، ممکن است رفتن به این منطقه سخت شود.
چشم‌اندازهای زیبای قله درفک و رودخانه پرخروش سپیدود از چشم‌اندازهای زیبای این جنگل محسوب می‌شوند.